# Gran Premi d'Austràlia del 2017
El Gran Premi d'Austràlia de 2017 serà la primera carrera de la temporada 2017 de Fórmula 1. Tindrà lloc del 24 al 26 de març en el Circuit d'Albert Park, a Melbourne. Nico Rosberg va ser el vencedor de l'edició anterior, seguit per Lewis Hamilton i Sebastian Vettel. Els pilots que estaran en actiu que han guanyat a Espanya són Lewis Hamilton, Kimi Räikkönen, Fernando Alonso i Sebastian Vettel.

## Pneumàtics
| Nom del compost | Color | Color | Banda de rodadura     | Condicions del temps | Tipus del compost   | Adherència             | Longevitat         |
| --------------- | ----- | ----- | --------------------- | -------------------- | ------------------- | ---------------------- | ------------------ |
| Ultra tou       | US    |       | Slick (Llis) (P Zero) | Sec                  | Optatiu             | 5 - Més adherència     | 1 - Menys durador  |
| Super tou       | SS    |       | Slick (Llis) (P Zero) | Sec                  | Tou                 | 4 - Més adherència     | 3 - Menys durador  |
| Tou             | S     |       | Slick (Llis) (P Zero) | Sec                  | Optatiu / Tou / Dur | 3 - Adherència mitjana | 3 - Durada mitjana |

## Entrenaments lliures

### Primers lliures
Resultats
| Pos. | Nº | Pilot            | Equip/Motor        | Millor temps | Diferència | Compost | Voltes |
| ---- | -- | ---------------- | ------------------ | ------------ | ---------- | ------- | ------ |
| 1    | 44 | Lewis Hamilton   | Mercedes AMG       | 1:24:220     | —          | US      | 22     |
| 2    | 77 | Valtteri Bottas  | Mercedes AMG       | 1:24:803     | +0.583     | US      | 25     |
| 3    | 3  | Daniel Ricciardo | Red Bull-TAG Heuer | 1:24:886     | +0.666     | SS      | 19     |
| 4    | 33 | Max Verstappen   | Red Bull-TAG Heuer | 1:25:246     | +1.026     | SS      | 19     |
| 5    | 7  | Kimi Räikkönen   | Ferrari            | 1:25:372     | +1.152     | SS      | 16     |

### Segons lliures
Resultats
| Pos. | Nº | Pilot            | Equip/Motor        | Millor temps | Diferència | Compost | Voltes |
| ---- | -- | ---------------- | ------------------ | ------------ | ---------- | ------- | ------ |
| 1    | 44 | Lewis Hamilton   | Mercedes AMG       | 1:23:620     | —          | US      | 34     |
| 2    | 5  | Sebastian Vettel | Ferrari            | 1:24:167     | +0.547     | US      | 35     |
| 3    | 77 | Valtteri Bottas  | Mercedes AMG       | 1:24:176     | +0.556     | US      | 34     |
| 4    | 7  | Kimi Räikkönen   | Ferrari            | 1:24:525     | +0.905     | US      | 30     |
| 5    | 3  | Daniel Ricciardo | Red Bull-TAG Heuer | 1:24:650     | +1.030     | US      | 27     |

### Tercers lliures
Resultats
| Pos. | Nº | Pilot            | Equip/Motor  | Millor temps | Diferència | Compost | Voltes |
| ---- | -- | ---------------- | ------------ | ------------ | ---------- | ------- | ------ |
| 1    | 5  | Sebastian Vettel | Ferrari      | 1:23:380     | —          | US      | 12     |
| 2    | 77 | Valtteri Bottas  | Mercedes AMG | 1:23:859     | +0.479     | US      | 12     |
| 3    | 44 | Lewis Hamilton   | Mercedes AMG | 1:23:870     | +0.490     | US      | 12     |
| 4    | 7  | Kimi Räikkönen   | Ferrari      | 1:23:988     | +0.608     | US      | 10     |
| 5    | 27 | Nico Hülkenberg  | Renault      | 1:25:063     | +1.683     | US      | 10     |

## Classificació
Resultats
| Pos. | Nº | Pilot              | Equip-motor             | Part 1   | Part 2   | Part 3      | Graella |
| ---- | -- | ------------------ | ----------------------- | -------- | -------- | ----------- | ------- |
| 1    | 44 | Lewis Hamilton     | Mercedes AMG            | 1:24.191 | 1:23.251 | 1:22.188    | 1       |
| 2    | 5  | Sebastian Vettel   | Ferrari                 | 1:25.210 | 1:23.401 | 1:22.456    | 2       |
| 3    | 77 | Valtteri Bottas    | Mercedes AMG            | 1:24.514 | 1:23.215 | 1:22.481    | 3       |
| 4    | 7  | Kimi Räikkönen     | Ferrari                 | 1:24.352 | 1:23.376 | 1:23.033    | 4       |
| 5    | 33 | Max Verstappen     | Red Bull - TAG Heuer    | 1:24.482 | 1:24.092 | 1:23.485    | 5       |
| 6    | 8  | Romain Grosjean    | Haas F1 Team            | 1:25.419 | 1:24.718 | 1:24.074    | 6       |
| 7    | 19 | Felipe Massa       | Williams Martini Racing | 1:25.099 | 1:24.597 | 1:24.443    | 7       |
| 8    | 55 | Carlos Sainz       | Scuderia Toro Rosso     | 1:25.542 | 1:24.997 | 1:24.487    | 8       |
| 9    | 26 | Daniil Kvyat       | Scuderia Toro Rosso     | 1:25.970 | 1:24.864 | 1:24.512    | 9       |
| 10   | 3  | Daniel Ricciardo   | Red Bull - TAG Heuer    | 1:25.383 | 1:23.989 | sense temps | 15*     |
| 11   | 11 | Sergio Pérez       | Force India             | 1:25.064 | 1:25.081 |             | 10      |
| 12   | 27 | Nico Hülkenberg    | Renault                 | 1:24.975 | 1:25.091 |             | 11      |
| 13   | 14 | Fernando Alonso    | McLaren F1 Team         | 1:25.872 | 1:25.425 |             | 12      |
| 14   | 31 | Esteban Ocon       | Force India             | 1:26.009 | 1:25.568 |             | 13      |
| 15   | 9  | Marcus Ericsson    | Sauber F1 Team          | 1:26.236 | 1:26.465 |             | 14      |
| 16   | 36 | Antonio Giovinazzi | Sauber F1 Team          | 1:26.419 |          |             | 16      |
| 17   | 20 | Kevin Magnussen    | Haas F1 Team            | 1:26.847 |          |             | 17      |
| 18   | 2  | Stoffel Vandoorne  | McLaren F1 Team         | 1:26.858 |          |             | 18      |
| 19   | 18 | Lance Stroll       | Williams Martini Racing | 1:27.143 |          |             | 20*     |
| 20   | 30 | Jolyon Palmer      | Renault                 | 1:28.244 |          |             | 19      |

## Carrera
Resultats
| Pos. | Nº | Pilot              | Equip-motor             | Voltes | Temps/Retirat      | Graella | Punts |
| ---- | -- | ------------------ | ----------------------- | ------ | ------------------ | ------- | ----- |
| 1    | 5  | Sebastian Vettel   | Ferrari                 | 57     | 1:24:11.672        | 2       | 25    |
| 2    | 44 | Lewis Hamilton     | Mercedes AMG            | 57     | +9.975             | 1       | 18    |
| 3    | 77 | Valtteri Bottas    | Mercedes AMG            | 57     | +11.250            | 3       | 15    |
| 4    | 7  | Kimi Räikkönen     | Ferrari                 | 57     | +22.393            | 4       | 12    |
| 5    | 33 | Max Verstappen     | Red Bull - TAG Heuer    | 57     | +26.827            | 5       | 10    |
| 6    | 19 | Felipe Massa       | Williams Martini Racing | 57     | +1:23.386          | 7       | 8     |
| 7    | 11 | Sergio Pérez       | Force India             | 56     | +1 volta           | 11      | 6     |
| 8    | 55 | Carlos Sainz       | Scuderia Toro Rosso     | 56     | +1 volta           | 8       | 4     |
| 9    | 26 | Daniil Kvyat       | Scuderia Toro Rosso     | 56     | +1 volta           | 9       | 2     |
| 10   | 31 | Esteban Ocon       | Force India             | 56     | +1 volta           | 14      | 1     |
| 11   | 27 | Nico Hülkenberg    | Renault                 | 56     | +1 volta           | 12      |       |
| 12   | 36 | Antonio Giovinazzi | Sauber F1 Team          | 55     | +2 voltes          | 16      |       |
| 13   | 2  | Stoffel Vandoorne  | McLaren F1 Team         | 55     | +2 voltes          | 18      |       |
| 14   | 14 | Fernando Alonso    | McLaren F1 Team         | 50     | Eix de transmissió | 13      |       |
| Ret  | 20 | Kevin Magnussen    | Haas F1 Team            | 46     | Problema elèctric  | 17      |       |
| Ret  | 18 | Lance Stroll       | Williams Martini Racing | 40     | Suspensió          | 20      |       |
| Ret  | 3  | Daniel Ricciardo   | Red Bull - TAG Heuer    | 25     | Cargol de la roda  | 10      |       |
| Ret  | 9  | Marcus Ericsson    | Sauber F1 Team          | 21     | Pressió de l'oli   | 15      |       |
| Ret  | 30 | Jolyon Palmer      | Renault                 | 15     | Caixa de canvis    | 19      |       |
| Ret  | 8  | Romain Grosjean    | Haas F1 Team            | 13     | Problema mecànic   | 6       |       |

## Classificacions després de la carrera
| Pos. | Pilot            | Punts | Canvis de posició |
| ---- | ---------------- | ----- | ----------------- |
| 1    | Sebastian Vettel | 25    | =                 |
| 2    | Lewis Hamilton   | 18    | =                 |
| 3    | Valtteri Bottas  | 15    | =                 |
| 4    | Kimi Räikkönen   | 12    | =                 |
| 5    | Max Verstappen   | 10    | =                 |

| Pos. | Constructor             | Punts | Canvis de posició |
| ---- | ----------------------- | ----- | ----------------- |
| 1    | Ferrari                 | 37    | =                 |
| 2    | Mercedes AMG            | 33    | =                 |
| 3    | Red Bull - TAG Heuer    | 10    | =                 |
| 4    | Williams Martini Racing | 8     | =                 |
| 5    | Force India             | 7     | =                 |